# 雷曲妥单抗
雷曲妥单抗（INN：Radretumab）是一种人单克隆抗体，能用作抗肿瘤药物。Philogen是一家专门从事抗体药物偶联物的制药公司，该公司正在将其开发为碘-131与抗体的偶联物，该抗体可与纤连蛋白额外结构域B结合，用于治疗霍奇金淋巴瘤。